# Diplacina hippolyte
Diplacina hippolyte is een libellensoort uit de familie van de korenbouten (Libellulidae), onderorde echte libellen (Anisoptera).
De wetenschappelijke naam Diplacina hippolyte is voor het eerst geldig gepubliceerd in 1933 door Lieftinck.